# Publicitetni znaki
Publicitetni znaki so zunanji znaki, kot so določeni v pravnem viru, ki kažejo na obstoj pravic stvarnega prava. Upoštevanje publicitetnih znakov je bistveno za presojo dobre vere tretje osebe pri poslovanju s stvarmi.
Gre za načelo razpoznavnosti stvarnih pravic.
Pravica je razpoznavna glede na to, ali gre za nepremičnino ali premičnino.
Pravica na premičnini se vidi z izkazovanjem posesti. 
Pravica na nepremičnini se izkazuje glede na stanje v zemljiški knjigi. Šteje se, da je imetnik pravice po stanju v zemljiški knjigi tudi dejanski imetnik iste pravice na nepremičnini. 